# Grand Prix-wegrace van China
De Grand Prix van China voor motorfietsen was een motorsportrace, die tussen 2005 en 2008 werd verreden en meetelde voor het wereldkampioenschap wegrace. Het evenement vond plaats op het Shanghai International Circuit in Shanghai.

Shanghai International Circuit

## Statistiek
| Editie | Seizoen | Circuit  | Klasse | Winnaar                  | Tweede                    | Derde                     | Poleposition              |
| ------ | ------- | -------- | ------ | ------------------------ | ------------------------- | ------------------------- | ------------------------- |
| 1      | 2005    | Shanghai | 125 cc | Mattia Pasini (Aprilia)  | Fabrizio Lai (Honda)      | Gábor Talmácsi (KTM)      | Mika Kallio (KTM)         |
| 1      | 2005    | Shanghai | 250 cc | Casey Stoner (Aprilia)   | Andrea Dovizioso (Honda)  | Hiroshi Aoyama (Honda)    | Casey Stoner (Aprilia)    |
| 1      | 2005    | Shanghai | MotoGP | Valentino Rossi (Yamaha) | Olivier Jacque (Kawasaki) | Marco Melandri (Honda)    | Sete Gibernau (Honda)     |
|        |         |          |        |                          |                           |                           |                           |
| 2      | 2006    | Shanghai | 125 cc | Mika Kallio (KTM)        | Mattia Pasini (Aprilia)   | Álvaro Bautista (Aprilia) | Mika Kallio (KTM)         |
| 2      | 2006    | Shanghai | 250 cc | Héctor Barberá (Aprilia) | Andrea Dovizioso (Honda)  | Hiroshi Aoyama (KTM)      | Héctor Barberá (Aprilia)  |
| 2      | 2006    | Shanghai | MotoGP | Dani Pedrosa (Honda)     | Nicky Hayden (Honda)      | Colin Edwards (Yamaha)    | Dani Pedrosa (Honda)      |
|        |         |          |        |                          |                           |                           |                           |
| 3      | 2007    | Shanghai | 125 cc | Lukáš Pešek (Derbi)      | Héctor Faubel (Aprilia)   | Esteve Rabat (Honda)      | Mattia Pasini (Aprilia)   |
| 3      | 2007    | Shanghai | 250 cc | Jorge Lorenzo (Aprilia)  | Álvaro Bautista (Aprilia) | Andrea Dovizioso (Honda)  | Jorge Lorenzo (Aprilia)   |
| 3      | 2007    | Shanghai | MotoGP | Casey Stoner (Ducati)    | Valentino Rossi (Yamaha)  | John Hopkins (Suzuki)     | Valentino Rossi (Yamaha)  |
|        |         |          |        |                          |                           |                           |                           |
| 4      | 2008    | Shanghai | 125 cc | Andrea Iannone (Aprilia) | Mike Di Meglio (Derbi)    | Gábor Talmácsi (Aprilia)  | Bradley Smith (Aprilia)   |
| 4      | 2008    | Shanghai | 250 cc | Mika Kallio (KTM)        | Hiroshi Aoyama (KTM)      | Mattia Pasini (Aprilia)   | Álvaro Bautista (Aprilia) |
| 4      | 2008    | Shanghai | MotoGP | Valentino Rossi (Yamaha) | Dani Pedrosa (Honda)      | Casey Stoner (Ducati)     | Colin Edwards (Yamaha)    |

## Noot
1. ↑  Officieel vond er geen telling plaats

2005 · 2006 · 2007 · 2008